# Liste der Nummer-eins-Hits in der Schweiz (2024)
Dies ist eine Liste der Nummer-eins-Hits in der Schweiz im Jahr 2024. Sie basiert auf den Top 100 Singles und Top 100 Alben der offiziellen Schweizer Hitparade. Single- und Albumcharts werden jeweils am Sonntag nach Ende der Verkaufswoche veröffentlicht.

## Singles
| ← 2023 ← | Liste der Nummer-eins-Hits in der Schweiz | Liste der Nummer-eins-Hits in der Schweiz            | Liste der Nummer-eins-Hits in der Schweiz | 2025 → |
| \| Zeitraum \| Wo. ges. \| Interpret \| Titel Autor(en) \| Zusätzliche Informationen \| \| (Zeitraum, Wochen auf Platz eins, Interpret, Titel, Autor[en], zusätzliche Informationen) \| \| \| \| \| \| ----------------------------------------------------------------------------------------- \| -------- \| ---------------------------------------------------- \| ------------------------------------------------------------------------------------------------------------------------------------------------------------------------ \| ---------------------------------------------------------------------------------------------------------------------------------------------------- \| \| 3. Dezember 2023 – 6. Januar 2024 5 Wochen (insgesamt 22) \| 22 \| Mariah Carey \| All I Want for Christmas Is You Walter N. Afanasieff, Mariah Carey \| – \| \| 7. Januar 2024 – 13. Januar 2024 1 Woche \| 1 \| 6PM Records feat. Hurts, Luciano & Sira \| Wonderful Life Adam David Anderson, Theo David Hutchcraft, Joseph James Rixon Cross \| – \| \| 14. Januar 2024 – 20. Januar 2024 1 Woche \| 1 \| Luciano \| Time Patrick Jamal Großmann, Dennis Stani Lukowski \| – \| \| 21. Januar 2024 – 27. Januar 2024 1 Woche \| 1 \| Ariana Grande \| Yes, And? Ilya Salmanzadeh, Ariana Grande, Martin Karl Sandberg \| – \| \| 28. Januar 2024 – 3. Februar 2024 1 Woche \| 1 \| Tate McRae \| Greedy Amy Rose Allen, Jasper Lee Harris, Ryan Benjamin Tedder, Tate Rosner McRae \| – \| \| 4. Februar 2024 – 10. Februar 2024 1 Woche \| 1 \| Teddy Swims \| Lose Control Joshua Emanuel Coleman, Julian Collin Bunetta, Jaten Collin Dimsdale, John Stephen Sudduth, Marco Antonio Rodriguez Diaz Jr. \| – \| \| 11. Februar 2024 – 6. April 2024 8 Wochen \| 8 \| Benson Boone \| Beautiful Things Benson James Boone, Evan Robert Eliiot Blair, Jackson Lafrantz Larsen \| – \| \| 7. April 2024 – 20. April 2024 2 Wochen \| 2 \| Artemas \| I Like the Way You Kiss Me Artemas Diamandis, Jesse Finkelstein, Kevin Clark White, Toby James Daintree \| – \| \| 21. April 2024 – 18. Mai 2024 4 Wochen (insgesamt 11) \| 11 \| FloyyMenor feat. Cris MJ \| Gata Only Alan Felipe Cepeda Galleguillos, Cristhofer Andrés Álvarez García, Christian Yamil Nazario \| – \| \| 19. Mai 2024 – 1. Juni 2024 2 Wochen \| 2 \| Nemo \| The Code Benjamin Alasu, Lasse Midtsian Nymann, Linda Dale, Nemo Mettler \| Der Schweizer Beitrag zum Eurovision Song Contest 2024 in Malmö konnte nach seinem Sieg im Wettbewerb die Spitze der einheimischen Charts erklimmen. \| \| 2. Juni 2024 – 8. Juni 2024 1 Woche (insgesamt 11) \| 11 \| FloyyMenor feat. Cris MJ \| Gata Only Alan Felipe Cepeda Galleguillos, Cristhofer Andrés Álvarez García, Christian Yamil Nazario \| – \| \| 9. Juni 2024 – 22. Juni 2024 2 Wochen \| 2 \| Eminem \| Houdini Anne Jennifer Dudley, Jeffrey Irwin Bass, Kevin Dean Bell, Malcolm Robert Andrew McLaren, Marshall Bruce Mathers III, Steven Haworth Miller, Trevor Charles Horn \| – \| \| 23. Juni 2024 – 3. August 2024 6 Wochen (insgesamt 11) \| 11 \| FloyyMenor feat. Cris MJ \| Gata Only Alan Felipe Cepeda Galleguillos, Cristhofer Andrés Álvarez García, Christian Yamil Nazario \| – \| \| 4. August 2024 – 14. September 2024 6 Wochen \| 6 \| Adam Port & Stryv feat. Keinemusik, Orso & Malachiii \| Move Adam Polaszek, Hamid Bashir, Malachi Kalin Cohen \| – \| \| 15. September 2024 – 19. Oktober 2024 5 Wochen (insgesamt 6) \| 6 \| Linkin Park \| The Emptiness Machine Bradford Philip Delson, David Michael Farrell, Joseph Hahn, Michael Kenji Shinoda, Emily Marcia Armstrong, Colin Brittain \| – \| \| 20. Oktober 2024 – 23. November 2024 5 Wochen \| 5 \| Lady Gaga & Bruno Mars \| Die with a Smile Andrew Wotman, Dernst Emile, James Edward Fauntleroy II, Stefani Joanne Angelina Germanotta, Peter Gene Hernandez \| – \| \| 24. November 2024 – 30. November 2024 1 Woche (insgesamt 6) \| 6 \| Linkin Park \| The Emptiness Machine Bradford Philip Delson, David Michael Farrell, Joseph Hahn, Michael Kenji Shinoda, Emily Marcia Armstrong, Colin Brittain \| – \| \| 1. Dezember 2024 – 4. Januar 2025 5 Wochen (insgesamt 22) \| 22 \| Mariah Carey \| All I Want for Christmas Is You Walter N. Afanasieff, Mariah Carey \| – \| |                                           |                                                      | | |
| ← 2023 |                                           |                                                      | | → 2025 → |
| Zeitraum | Wo. ges.                                  | Interpret                                            | Titel Autor(en) | Zusätzliche Informationen |
| (Zeitraum, Wochen auf Platz eins, Interpret, Titel, Autor[en], zusätzliche Informationen) |                                           |                                                      | | |
| 3. Dezember 2023 – 6. Januar 2024 5 Wochen (insgesamt 22) | 22                                        | Mariah Carey                                         | All I Want for Christmas Is You Walter N. Afanasieff, Mariah Carey | – |
| 7. Januar 2024 – 13. Januar 2024 1 Woche | 1                                         | 6PM Records feat. Hurts, Luciano & Sira              | Wonderful Life Adam David Anderson, Theo David Hutchcraft, Joseph James Rixon Cross                                                                                      | – |
| 14. Januar 2024 – 20. Januar 2024 1 Woche | 1                                         | Luciano                                              | Time Patrick Jamal Großmann, Dennis Stani Lukowski | – |
| 21. Januar 2024 – 27. Januar 2024 1 Woche | 1                                         | Ariana Grande                                        | Yes, And? Ilya Salmanzadeh, Ariana Grande, Martin Karl Sandberg | – |
| 28. Januar 2024 – 3. Februar 2024 1 Woche | 1                                         | Tate McRae                                           | Greedy Amy Rose Allen, Jasper Lee Harris, Ryan Benjamin Tedder, Tate Rosner McRae                                                                                        | – |
| 4. Februar 2024 – 10. Februar 2024 1 Woche | 1                                         | Teddy Swims                                          | Lose Control Joshua Emanuel Coleman, Julian Collin Bunetta, Jaten Collin Dimsdale, John Stephen Sudduth, Marco Antonio Rodriguez Diaz Jr.                                | – |
| 11. Februar 2024 – 6. April 2024 8 Wochen | 8                                         | Benson Boone                                         | Beautiful Things Benson James Boone, Evan Robert Eliiot Blair, Jackson Lafrantz Larsen                                                                                   | – |
| 7. April 2024 – 20. April 2024 2 Wochen | 2                                         | Artemas                                              | I Like the Way You Kiss Me Artemas Diamandis, Jesse Finkelstein, Kevin Clark White, Toby James Daintree                                                                  | – |
| 21. April 2024 – 18. Mai 2024 4 Wochen (insgesamt 11) | 11                                        | FloyyMenor feat. Cris MJ                             | Gata Only Alan Felipe Cepeda Galleguillos, Cristhofer Andrés Álvarez García, Christian Yamil Nazario                                                                     | – |
| 19. Mai 2024 – 1. Juni 2024 2 Wochen | 2                                         | Nemo                                                 | The Code Benjamin Alasu, Lasse Midtsian Nymann, Linda Dale, Nemo Mettler                                                                                                 | Der Schweizer Beitrag zum Eurovision Song Contest 2024 in Malmö konnte nach seinem Sieg im Wettbewerb die Spitze der einheimischen Charts erklimmen. |
| 2. Juni 2024 – 8. Juni 2024 1 Woche (insgesamt 11) | 11                                        | FloyyMenor feat. Cris MJ                             | Gata Only Alan Felipe Cepeda Galleguillos, Cristhofer Andrés Álvarez García, Christian Yamil Nazario                                                                     | – |
| 9. Juni 2024 – 22. Juni 2024 2 Wochen | 2                                         | Eminem                                               | Houdini Anne Jennifer Dudley, Jeffrey Irwin Bass, Kevin Dean Bell, Malcolm Robert Andrew McLaren, Marshall Bruce Mathers III, Steven Haworth Miller, Trevor Charles Horn | – |
| 23. Juni 2024 – 3. August 2024 6 Wochen (insgesamt 11) | 11                                        | FloyyMenor feat. Cris MJ                             | Gata Only Alan Felipe Cepeda Galleguillos, Cristhofer Andrés Álvarez García, Christian Yamil Nazario                                                                     | – |
| 4. August 2024 – 14. September 2024 6 Wochen | 6                                         | Adam Port & Stryv feat. Keinemusik, Orso & Malachiii | Move Adam Polaszek, Hamid Bashir, Malachi Kalin Cohen | – |
| 15. September 2024 – 19. Oktober 2024 5 Wochen (insgesamt 6) | 6                                         | Linkin Park                                          | The Emptiness Machine Bradford Philip Delson, David Michael Farrell, Joseph Hahn, Michael Kenji Shinoda, Emily Marcia Armstrong, Colin Brittain                          | – |
| 20. Oktober 2024 – 23. November 2024 5 Wochen | 5                                         | Lady Gaga & Bruno Mars                               | Die with a Smile Andrew Wotman, Dernst Emile, James Edward Fauntleroy II, Stefani Joanne Angelina Germanotta, Peter Gene Hernandez                                       | – |
| 24. November 2024 – 30. November 2024 1 Woche (insgesamt 6) | 6                                         | Linkin Park                                          | The Emptiness Machine Bradford Philip Delson, David Michael Farrell, Joseph Hahn, Michael Kenji Shinoda, Emily Marcia Armstrong, Colin Brittain                          | – |
| 1. Dezember 2024 – 4. Januar 2025 5 Wochen (insgesamt 22) | 22                                        | Mariah Carey                                         | All I Want for Christmas Is You Walter N. Afanasieff, Mariah Carey | – |

## Alben
| ← 2023 ← | Liste der Nummer-eins-Hits in der Schweiz | Liste der Nummer-eins-Hits in der Schweiz | Liste der Nummer-eins-Hits in der Schweiz | 2025 →                    |
| \| Zeitraum \| Wo. ges. \| Interpret \| Titel \| Zusätzliche Informationen \| \| (Zeitraum, Wochen auf Platz eins, Interpret, Titel, zusätzliche Informationen) \| \| \| \| \| \| ------------------------------------------------------------------------------ \| -------- \| --------------------------- \| --------------------------------------- \| ------------------------- \| \| 17. Dezember 2023 – 20. Januar 2024 5 Wochen (insgesamt 6) \| 6 \| Züri West \| Loch dür Zyt \| – \| \| 21. Januar 2024 – 27. Januar 2024 1 Woche \| 1 \| 21 Savage \| American Dream \| – \| \| 28. Januar 2024 – 3. Februar 2024 1 Woche (insgesamt 6) \| 6 \| Züri West \| Loch dür Zyt \| – \| \| 4. Februar 2024 – 10. Februar 2024 1 Woche \| 1 \| PLK \| Chambre 140 \| – \| \| 11. Februar 2024 – 17. Februar 2024 1 Woche \| 1 \| L Loko x Drini \| Am Endi wird alles guet \| – \| \| 18. Februar 2024 – 24. Februar 2024 1 Woche \| 1 \| Kanye West & Ty Dolla Sign \| Vultures 1 \| – \| \| 25. Februar 2024 – 2. März 2024 1 Woche \| 1 \| Werenoi \| Pyramide \| – \| \| 3. März 2024 – 9. März 2024 1 Woche \| 1 \| Luciano \| Seductive \| – \| \| 10. März 2024 – 16. März 2024 1 Woche \| 1 \| Les Enfoirés \| 2024: On a 35 ans! \| – \| \| 17. März 2024 – 23. März 2024 1 Woche \| 1 \| Judas Priest \| Invincible Shield \| – \| \| 24. März 2024 – 30. März 2024 1 Woche \| 1 \| Schwiizergoofe \| Schwiizer Chinderlieder 1 \| – \| \| 31. März 2024 – 6. April 2024 1 Woche \| 1 \| Future & Metro Boomin \| We Don’t Trust You \| – \| \| 7. April 2024 – 20. April 2024 2 Wochen \| 2 \| Beyoncé \| Cowboy Carter \| – \| \| 21. April 2024 – 27. April 2024 1 Woche \| 1 \| Mark Knopfler \| One Deep River \| – \| \| 28. April 2024 – 18. Mai 2024 3 Wochen (insgesamt 4) \| 4 \| Taylor Swift \| The Tortured Poets Department \| – \| \| 19. Mai 2024 – 25. Mai 2024 1 Woche \| 1 \| Calimeros \| Shalala \| – \| \| 26. Mai 2024 – 15. Juni 2024 3 Wochen (insgesamt 5) \| 5 \| Billie Eilish \| Hit Me Hard and Soft \| – \| \| 16. Juni 2024 – 22. Juni 2024 1 Woche \| 1 \| Bon Jovi \| Forever \| – \| \| 23. Juni 2024 – 29. Juni 2024 1 Woche \| 1 \| Pashanim \| 2000 \| – \| \| 30. Juni 2024 – 6. Juli 2024 1 Woche (insgesamt 5) \| 5 \| Billie Eilish \| Hit Me Hard and Soft \| – \| \| 7. Juli 2024 – 13. Juli 2024 1 Woche \| 1 \| Imagine Dragons \| Loom \| – \| \| 14. Juli 2024 – 20. Juli 2024 1 Woche (insgesamt 4) \| 4 \| Taylor Swift \| The Tortured Poets Department \| – \| \| 21. Juli 2024 – 27. Juli 2024 1 Woche \| 1 \| Eminem \| The Death of Slim Shady (Coup de Grâce) \| – \| \| 28. Juli 2024 – 3. August 2024 1 Woche \| 1 \| Deep Purple \| =1 \| – \| \| 4. August 2024 – 10. August 2024 1 Woche \| 1 \| ChueLee \| Weisch du no? \| – \| \| 11. August 2024 – 17. August 2024 1 Woche \| 1 \| Kollegah \| Still King \| – \| \| 18. August 2024 – 24. August 2024 1 Woche (insgesamt 5) \| 5 \| Billie Eilish \| Hit Me Hard and Soft \| – \| \| 25. August 2024 – 31. August 2024 1 Woche \| 1 \| Ayliva \| In Liebe \| – \| \| 1. September 2024 – 7. September 2024 1 Woche \| 1 \| Sabrina Carpenter \| Short n’ Sweet \| – \| \| 8. September 2024 – 14. September 2024 1 Woche \| 1 \| Nick Cave and the Bad Seeds \| Wild God \| – \| \| 15. September 2024 – 28. September 2024 2 Wochen \| 2 \| David Gilmour \| Luck and Strange \| – \| \| 29. September 2024 – 5. Oktober 2024 1 Woche \| 1 \| Schwiizergoofe \| 13 \| – \| \| 6. Oktober 2024 – 12. Oktober 2024 1 Woche \| 1 \| SDM \| À la vie à la mort \| – \| \| 13. Oktober 2024 – 19. Oktober 2024 1 Woche \| 1 \| Coldplay \| Moon Music \| – \| \| 20. Oktober 2024 – 26. Oktober 2024 1 Woche \| 1 \| Stubete Gäng \| Easy Muni \| – \| \| 27. Oktober 2024 – 2. November 2024 1 Woche \| 1 \| Andrea Berg \| Andrea Berg \| – \| \| 3. November 2024 – 9. November 2024 1 Woche \| 1 \| Tyler, the Creator \| Chromakopia \| – \| \| 10. November 2024 – 16. November 2024 1 Woche \| 1 \| The Cure \| Songs of a Lost World \| – \| \| 17. November 2024 – 23. November 2024 1 Woche \| 1 \| Heimweh \| Jahreszyte \| – \| \| 24. November 2024 – 14. Dezember 2024 3 Wochen (insgesamt 5) \| 5 \| Linkin Park \| From Zero \| – \| \| 15. Dezember 2024 – 21. Dezember 2024 1 Woche \| 1 \| Sch \| Jvlivs III: Ad Finem \| – \| \| 22. Dezember 2024 – 28. Dezember 2024 1 Woche (insgesamt 5) \| 5 \| Linkin Park \| From Zero \| – \| \| 29. Dezember 2024 – 4. Januar 2025 1 Woche (insgesamt 2) \| 2 \| Michael Bublé \| Christmas \| – \| |                                           |                                           |                                           |                           |
| ← 2023 |                                           |                                           |                                           | → 2025 →                  |
| Zeitraum | Wo. ges.                                  | Interpret                                 | Titel                                     | Zusätzliche Informationen |
| (Zeitraum, Wochen auf Platz eins, Interpret, Titel, zusätzliche Informationen) |                                           |                                           |                                           |                           |
| 17. Dezember 2023 – 20. Januar 2024 5 Wochen (insgesamt 6) | 6                                         | Züri West                                 | Loch dür Zyt                              | –                         |
| 21. Januar 2024 – 27. Januar 2024 1 Woche | 1                                         | 21 Savage                                 | American Dream                            | –                         |
| 28. Januar 2024 – 3. Februar 2024 1 Woche (insgesamt 6) | 6                                         | Züri West                                 | Loch dür Zyt                              | –                         |
| 4. Februar 2024 – 10. Februar 2024 1 Woche | 1                                         | PLK                                       | Chambre 140                               | –                         |
| 11. Februar 2024 – 17. Februar 2024 1 Woche | 1                                         | L Loko x Drini                            | Am Endi wird alles guet                   | –                         |
| 18. Februar 2024 – 24. Februar 2024 1 Woche | 1                                         | Kanye West & Ty Dolla Sign                | Vultures 1                                | –                         |
| 25. Februar 2024 – 2. März 2024 1 Woche | 1                                         | Werenoi                                   | Pyramide                                  | –                         |
| 3. März 2024 – 9. März 2024 1 Woche | 1                                         | Luciano                                   | Seductive                                 | –                         |
| 10. März 2024 – 16. März 2024 1 Woche | 1                                         | Les Enfoirés                              | 2024: On a 35 ans!                        | –                         |
| 17. März 2024 – 23. März 2024 1 Woche | 1                                         | Judas Priest                              | Invincible Shield                         | –                         |
| 24. März 2024 – 30. März 2024 1 Woche | 1                                         | Schwiizergoofe                            | Schwiizer Chinderlieder 1                 | –                         |
| 31. März 2024 – 6. April 2024 1 Woche | 1                                         | Future & Metro Boomin                     | We Don’t Trust You                        | –                         |
| 7. April 2024 – 20. April 2024 2 Wochen | 2                                         | Beyoncé                                   | Cowboy Carter                             | –                         |
| 21. April 2024 – 27. April 2024 1 Woche | 1                                         | Mark Knopfler                             | One Deep River                            | –                         |
| 28. April 2024 – 18. Mai 2024 3 Wochen (insgesamt 4) | 4                                         | Taylor Swift                              | The Tortured Poets Department             | –                         |
| 19. Mai 2024 – 25. Mai 2024 1 Woche | 1                                         | Calimeros                                 | Shalala                                   | –                         |
| 26. Mai 2024 – 15. Juni 2024 3 Wochen (insgesamt 5) | 5                                         | Billie Eilish                             | Hit Me Hard and Soft                      | –                         |
| 16. Juni 2024 – 22. Juni 2024 1 Woche | 1                                         | Bon Jovi                                  | Forever                                   | –                         |
| 23. Juni 2024 – 29. Juni 2024 1 Woche | 1                                         | Pashanim                                  | 2000                                      | –                         |
| 30. Juni 2024 – 6. Juli 2024 1 Woche (insgesamt 5) | 5                                         | Billie Eilish                             | Hit Me Hard and Soft                      | –                         |
| 7. Juli 2024 – 13. Juli 2024 1 Woche | 1                                         | Imagine Dragons                           | Loom                                      | –                         |
| 14. Juli 2024 – 20. Juli 2024 1 Woche (insgesamt 4) | 4                                         | Taylor Swift                              | The Tortured Poets Department             | –                         |
| 21. Juli 2024 – 27. Juli 2024 1 Woche | 1                                         | Eminem                                    | The Death of Slim Shady (Coup de Grâce)   | –                         |
| 28. Juli 2024 – 3. August 2024 1 Woche | 1                                         | Deep Purple                               | =1                                        | –                         |
| 4. August 2024 – 10. August 2024 1 Woche | 1                                         | ChueLee                                   | Weisch du no?                             | –                         |
| 11. August 2024 – 17. August 2024 1 Woche | 1                                         | Kollegah                                  | Still King                                | –                         |
| 18. August 2024 – 24. August 2024 1 Woche (insgesamt 5) | 5                                         | Billie Eilish                             | Hit Me Hard and Soft                      | –                         |
| 25. August 2024 – 31. August 2024 1 Woche | 1                                         | Ayliva                                    | In Liebe                                  | –                         |
| 1. September 2024 – 7. September 2024 1 Woche | 1                                         | Sabrina Carpenter                         | Short n’ Sweet                            | –                         |
| 8. September 2024 – 14. September 2024 1 Woche | 1                                         | Nick Cave and the Bad Seeds               | Wild God                                  | –                         |
| 15. September 2024 – 28. September 2024 2 Wochen | 2                                         | David Gilmour                             | Luck and Strange                          | –                         |
| 29. September 2024 – 5. Oktober 2024 1 Woche | 1                                         | Schwiizergoofe                            | 13                                        | –                         |
| 6. Oktober 2024 – 12. Oktober 2024 1 Woche | 1                                         | SDM                                       | À la vie à la mort                        | –                         |
| 13. Oktober 2024 – 19. Oktober 2024 1 Woche | 1                                         | Coldplay                                  | Moon Music                                | –                         |
| 20. Oktober 2024 – 26. Oktober 2024 1 Woche | 1                                         | Stubete Gäng                              | Easy Muni                                 | –                         |
| 27. Oktober 2024 – 2. November 2024 1 Woche | 1                                         | Andrea Berg                               | Andrea Berg                               | –                         |
| 3. November 2024 – 9. November 2024 1 Woche | 1                                         | Tyler, the Creator                        | Chromakopia                               | –                         |
| 10. November 2024 – 16. November 2024 1 Woche | 1                                         | The Cure                                  | Songs of a Lost World                     | –                         |
| 17. November 2024 – 23. November 2024 1 Woche | 1                                         | Heimweh                                   | Jahreszyte                                | –                         |
| 24. November 2024 – 14. Dezember 2024 3 Wochen (insgesamt 5) | 5                                         | Linkin Park                               | From Zero                                 | –                         |
| 15. Dezember 2024 – 21. Dezember 2024 1 Woche | 1                                         | Sch                                       | Jvlivs III: Ad Finem                      | –                         |
| 22. Dezember 2024 – 28. Dezember 2024 1 Woche (insgesamt 5) | 5                                         | Linkin Park                               | From Zero                                 | –                         |
| 29. Dezember 2024 – 4. Januar 2025 1 Woche (insgesamt 2) | 2                                         | Michael Bublé                             | Christmas                                 | –                         |

## Jahreshitparaden
| ← 2023 ← | Liste der Nummer-eins-Hits in der Schweiz | Liste der Nummer-eins-Hits in der Schweiz      | Liste der Nummer-eins-Hits in der Schweiz | 2025 →   |
| \| Singles \| Position# \| Alben \| \| ----------------------------------------------------------------------------------------------------------------------------------------------------- \| --------- \| ---------------------------------------------- \| \| Beautiful Things Benson Boone Benson James Boone, Evan Robert Eliiot Blair, Jackson Lafrantz Larsen \| 1 \| The Tortured Poets Department Taylor Swift \| \| Lose Control Teddy Swims Joshua Emanuel Coleman, Julian Collin Bunetta, Jaten Collin Dimsdale, John Stephen Sudduth, Marco Antonio Rodriguez Diaz Jr. \| 2 \| Hit Me Hard and Soft Billie Eilish \| \| Gata Only Floyymenor & Cris MJ Alan Felipe Cepeda Galleguillos, Cristhofer Andrés Álvarez García, Christian Yamil Nazario \| 3 \| Loch dür Zyt Züri West \| \| I Like the Way You Kiss Me Artemas Artemas Diamandis, Jesse Finkelstein, Kevin Clark White, Toby James Daintree \| 4 \| Moon Music Coldplay \| \| Another Love Tom Odell Thomas Peter Odell \| 5 \| From Zero Linkin Park \| \| Belong Together Mark Ambor Mark Gregory Damboragian \| 6 \| Utopia Travis Scott \| \| Espresso Sabrina Carpenter Sabrina Annlynn Carpenter, Julian Collin Bunetta, Stephanie Nicole Jones, Amy Rose Allen \| 7 \| 1989 Taylor Swift \| \| Stumblin’ In Cyril Nicholas Barry Chinn, Michael Donald Chapman \| 8 \| The Death of Slim Shady (Coup de Grâce) Eminem \| \| The Sound of Silence (Cyril Remix) Disturbed Paul Frederic Simon \| 9 \| Jahreszyte Heimweh \| \| Vois sur ton chemin (Techno Mix) Bennett Musik: Bruno Serge Marie Coulais; Text: Christophe Alexandre Paul Barratier \| 10 \| Sour Olivia Rodrigo \| |                                           |                                                |                                           |          |
| ← 2023 |                                           |                                                |                                           | → 2025 → |
| Singles | Position#                                 | Alben                                          |                                           |          |
| Beautiful Things Benson Boone Benson James Boone, Evan Robert Eliiot Blair, Jackson Lafrantz Larsen | 1                                         | The Tortured Poets Department Taylor Swift     |                                           |          |
| Lose Control Teddy Swims Joshua Emanuel Coleman, Julian Collin Bunetta, Jaten Collin Dimsdale, John Stephen Sudduth, Marco Antonio Rodriguez Diaz Jr. | 2                                         | Hit Me Hard and Soft Billie Eilish             |                                           |          |
| Gata Only Floyymenor & Cris MJ Alan Felipe Cepeda Galleguillos, Cristhofer Andrés Álvarez García, Christian Yamil Nazario | 3                                         | Loch dür Zyt Züri West                         |                                           |          |
| I Like the Way You Kiss Me Artemas Artemas Diamandis, Jesse Finkelstein, Kevin Clark White, Toby James Daintree | 4                                         | Moon Music Coldplay                            |                                           |          |
| Another Love Tom Odell Thomas Peter Odell | 5                                         | From Zero Linkin Park                          |                                           |          |
| Belong Together Mark Ambor Mark Gregory Damboragian | 6                                         | Utopia Travis Scott                            |                                           |          |
| Espresso Sabrina Carpenter Sabrina Annlynn Carpenter, Julian Collin Bunetta, Stephanie Nicole Jones, Amy Rose Allen | 7                                         | 1989 Taylor Swift                              |                                           |          |
| Stumblin’ In Cyril Nicholas Barry Chinn, Michael Donald Chapman | 8                                         | The Death of Slim Shady (Coup de Grâce) Eminem |                                           |          |
| The Sound of Silence (Cyril Remix) Disturbed Paul Frederic Simon | 9                                         | Jahreszyte Heimweh                             |                                           |          |
| Vois sur ton chemin (Techno Mix) Bennett Musik: Bruno Serge Marie Coulais; Text: Christophe Alexandre Paul Barratier | 10                                        | Sour Olivia Rodrigo                            |                                           |          |